# Endothenia oblongana
Endothenia oblongana es una especie de polilla del género Endothenia, categorizada en la tribu Olethreutini, de la subfamilia Olethreutinae.

## Distribución
Se distribuye por Reino Unido.

## Taxonomía
Fue descrita por Haworth en 1811 y publicada en (Tortrix), Lepid. Br. (3): 433.